# Kramolín (Šumava)
Kramolín (899 m n. m.) je vrchol nacházející se na jihu Šumavy v Lučské hornatině, 2 km severně od Lipna nad Vltavou, 180 m nad hladinou vodní nádrže Lipno. Kramolín je součástí zhruba 7 km dlouhého a podél Vltavy probíhajícího strukturního hřbetu, který na JV začíná horou Luč (932 m), přes Slupečný vrch (890 m) a Kramolín pokračuje k SZ, kde dosahuje maximální výšky vrcholem Kaliště (993 m) a jeho ukončením je návrší Na Martě (830 m).

## Název
Název hory byl převzat od stejnojmenné osady, která vznikla v polovině 15. století na severovýchodním svahu hory. Jméno osady vychází z německého jména Gromaling, které bylo patrně odvozeno od slova Graumat (lidově zkráceno Graum), tedy paseka či pastvina vzniklá po vymýcení části lesa.

## Stavby na vrcholu
Na vrcholové plošině Kramolína se nachází několik objektů. Jedním z nich je stezka korunami stromů s rozhlednou, z níž se otevírá rozhled na Lipenskou nádrž, jižní Šumavu – především na Trojmezenskou a Želnavskou hornatinu, Novohradské hory, Kleť a Alpy. Další stavbou na vrcholu je Horský hotel Kramolín. V sousedství hotelu stojí Stanice Horské služby Kramolín. Těsně pod vrchol (cca 892 m n. m.) vedou dvě lanové dráhy, které jsou součástí Skiareálu Lipno – od jihozápadu vede 1219 m dlouhá lanovka Jezerní (původně Lipno Express) a od severovýchodu 863 m dlouhá lanovka Střecha. Lyžařský areál na svazích Kramolína vznikl v roce 1972, roku 1984 měl 4 sjezdovky a plánoval se jeho další rozvoj, k němuž nakonec došlo až v 90. letech 20. století.